# Otto Eißfeldt

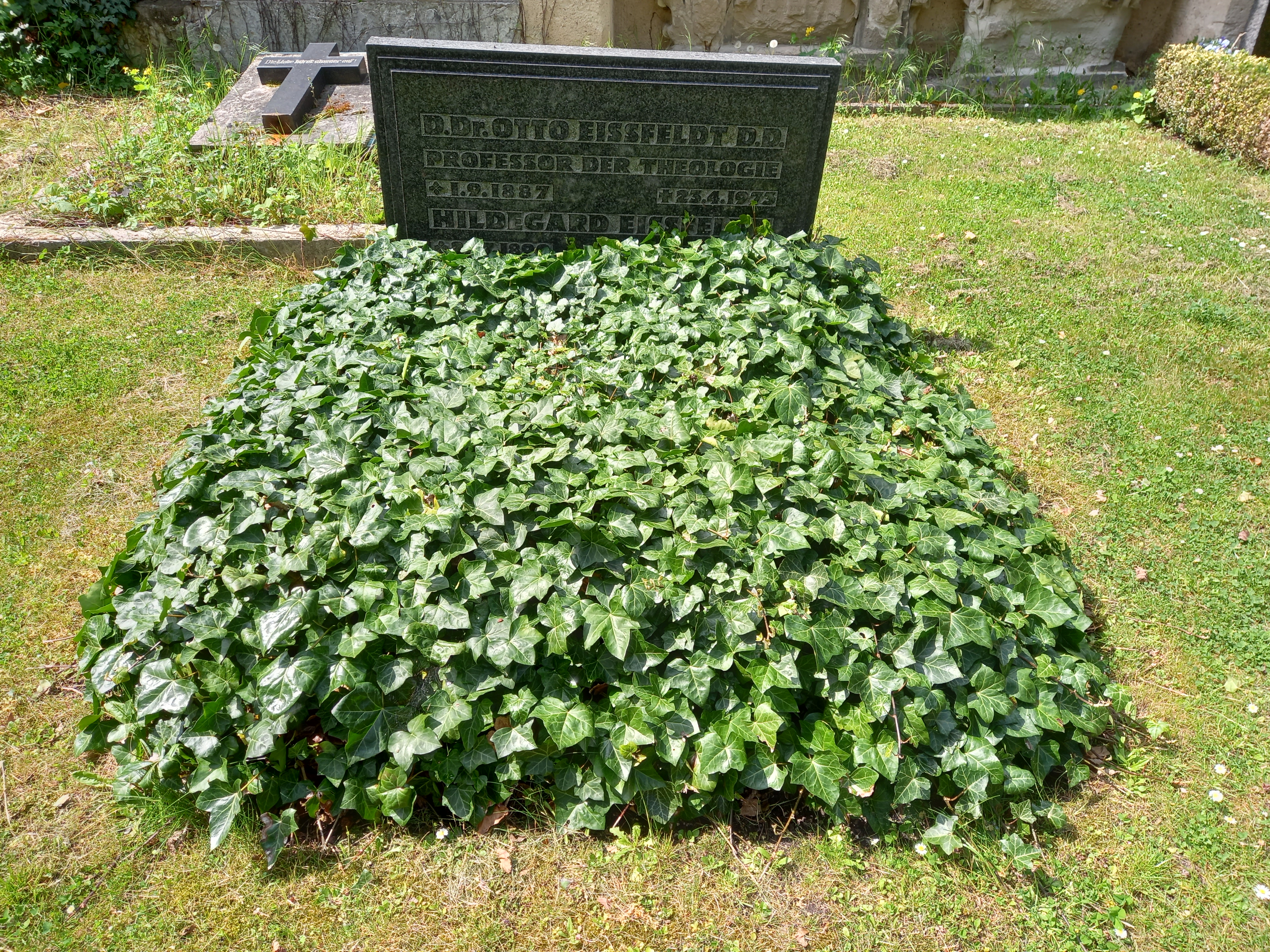
Das Grab von Otto Eißfeldt und seiner Ehefrau Hildegard auf dem evangelischen Laurentiusfriedhof in Halle

Otto Eißfeldt (* 1. September 1887 in Northeim; † 23. April 1973 in Halle/Saale) war ein evangelischer Theologe. Bekannt war er als Alttestamentler und Religionsgeschichtler.

## Leben
Otto Eißfeldt studierte von 1905 bis 1912 in Göttingen und Berlin Evangelische Theologie und orientalische Sprachen. 1913 habilitierte er sich in Berlin für das Fach Altes Testament, 1916 promovierte er zum Dr. phil. in Göttingen. Von 1913 bis 1920 lehrte er in Berlin, ab 1921 als Ordinarius für Altes Testament an der Theologischen Fakultät der Universität Halle.
Von 1922 bis 1928 war er Mitglied in der DNVP. In der Zeit des Nationalsozialismus gehörte Eißfeldt seit 1934 dem NS-Lehrerbund an.
1945 trat Eißfeldt der CDU bei. Im selben Jahr wurde er, wie zuvor bereits 1929–30, Rektor der Martin-Luther-Universität Halle-Wittenberg. Eißfeldt blieb zeitlebens Ordinarius in Halle, nahm aber unter anderem eine Gastprofessur in Tübingen wahr. Er wurde 1957 emeritiert. Sein Grab befindet sich auf dem Laurentius-Friedhof in Halle.

## Werk
Eißfeldt war einer der profiliertesten Vertreter der literarkritischen Schule im Gefolge von Julius Wellhausen und Rudolf Smend. Seine Lehrer auf dem Gebiet der Religionsgeschichte waren Hermann Gunkel und Wolf Wilhelm Friedrich Graf von Baudissin. Die Hexateuchsynopse und die umfangreiche Einleitung in das Alte Testament sind herausragende Beispiele für seine literarkritischen Forschungsleistungen; seine zahlreichen Arbeiten über die phönizische Religion (insbesondere aufgrund der Texte von Ugarit) sind auf dem Gebiet der orientalischen Religionsgeschichte hervorzuheben. Insbesondere als Religionsgeschichtler galt er als Experte von internationalem Rang. Als Domherr und langjähriger Dechant der Vereinigten Domstifter Merseburg und Naumburg und des Kollegiatstiftes Zeitz stellte er seine Kraft in den Dienst der Verwaltung kirchlichen und kirchenbaulichen Erbes. Die Universitäten zu Berlin und Glasgow und die Reformierte Theologische Akademie zu Budapest verliehen ihm die Ehrendoktorwürde.

## Auszeichnungen (Auswahl)
- Ordentliches Mitglied der Sächsischen Akademie der Wissenschaften[6] seit 1. Juli 1948[7]
- Promotion zum Ehrendoktor der Reformierten Theologischen Akademie in Budapest (1955)[8]
- Ernennung zum Ehrensenator der Martin-Luther-Universität Halle-Wittenberg (1956)[9]
- Ehrenmitgliedschaft der Deutschen Morgenländischen Gesellschaft (1957)[10]
- Korrespondierendes Mitglied der British Academy (1958)[11]
- Banner der Arbeit (1965)[12]
- Auswärtiges Mitglied (associé étranger) der Académie des Inscriptions et Belles-Lettres (1966)
- Vaterländischen Verdienstorden in Silber (1967)[13]

## Veröffentlichungen
- Hexateuch-Synopse. Die Erzählung der fünf Bücher Mose und des Buches Josua mit dem Anfange des Richterbuches. Leipzig 1922 (Nachdr. Darmstadt 1962 u. a.).
- Einleitung in das Alte Testament unter Einschluß der Apokryphen und Pseudepigraphen. Tübingen 1934 (2. Aufl. 1956, 3. Aufl. 1964, 4. Aufl. 1976).
- Molk als Opferbegriff im Punischen und Hebräischen und das Ende des Gottes Moloch. Beiträge zur Religionsgeschichte des Altertums 3. Halle 1935.
- Tempel und Kulte syrischer Städte in hellenistisch-römischer Zeit. J. C. Hinrichs Verlag, Leipzig 1941.
- El im ugaritischen Pantheon. Berichte über die Verhandlungen der Sächsischen Akademie der Wissenschaften zu Leipzig. Philologisch-historische Klasse. Band 98, Heft 4. Akademie-Verlag, Berlin 1951.
- Von Ugarit nach Qumran. Beiträge zur alttestamentlichen und altorientalischen Forschung. Otto Eißfeldt zum 1. September 1957 dargebracht von Freunden und Schülern. Hrsg. Johannes Hempel/Leonhard Rost (Beihefte zur Zeitschrift für die alttestamentliche Wissenschaft 77), Berlin 1958 (2. Aufl. 1961).
- Neue keilalphabetische Texte aus Ras Schamra-Ugarit. Berlin 1965.
- Kleine Schriften. Hrsg. Rudolf Sellheim/Fritz Maaß, 6 Bände: I. Tübingen 1962; II. Tübingen 1963; III. Tübingen 1966; IV. Tübingen 1968; V. Tübingen 1973 (m. Bibliographie); VI. Tübingen 1979.
- Kleine Schriften zum Alten Testament. Hrsg. Karl-Martin Beyse, Hans-Jürgen Zobel, Berlin 1971.